# Beyond the Mat
Beyond the Mat es un documental de 1999 dirigido por Barry W. Blaustein. La película se centra en la vida de los luchadores profesionales fuera del ring, sobre todo Mick Foley, Terry Funk, y Jake Roberts, así como algunos luchadores que aspiran. Se centra en la World Wrestling Federation (WWF), seguida de la World Championship Wrestling (WCW) durante su ascenso en popularidad y muchos otros luchadores y organizaciones independientes. Se destaca por su controversia en torno al desenmascaro del "kayfabe" de la en ese entonces Federación Mundial de Lucha, así como a la crudeza de la trágica vida del luchador consumido por sus propios demonios. 
La película fue lanzada originalmente en los cines de Estados Unidos en marzo de 2000 y después fue lanzada en DVD.

## Sinopsis
La película comienza con el director Barry Blaustein hablando de su amor por la lucha libre profesional y clips de su visión personal de la World Wrestling Federation y la Extreme Championship Wrestling. A continuación, decide viajar a los Estados Unidos durante un período de tres años, tratando de entender la mentalidad de alguien que voluntariamente opta por convertirse en un luchador profesional. Blaustein entrevista a una amplia variedad de personalidades de la lucha libre y comprueba sus motivaciones.
Blaustein se centra en tres luchadores famosos, uno en la cima de su carrera (Mick Foley, alias "Mankind"), uno pensando en la jubilación (Terry Funk) y uno a la baja en su carrera (Jake "The Snake" Roberts). Comienza siguiendo a Funk , un hombre de 53 años de edad con necesidad de cirugía en la rodilla que parece incapaz de retirarse, a pesar de la lucha libre de peaje de montaje está en su cuerpo. Blaustein mientras compite en la promoción de la lucha libre hardcore promoción Extreme Championship Wrestling de pago por evento Barely Legal.
Funk veces en el ring rival, Foley se perfila siguiente. Él ha estado tomando cada vez más baja de riesgo (o "piel") y golpes en la cabeza, y en un momento se oye hablar incoherentemente, como resultado de una caída (de su lucha Hell In A Cell contra el Undertaker en el King of the Ring en 1998), que brevemente lo dejó inconsciente. Clips de Foley con su esposa e hijos se unen con los clips de él arriesgando su cuerpo para el deporte. Más tarde, en el clímax de la película, su esposa y los niños pequeños ven con horror desde el frente de la audiencia durante Foley "I Quit" match en el Royal Rumble de 1999, en el que se toma varios disparos sin protección en la cabeza por Dwayne "The Rock" Johnson con una silla plegable de acero.
Por último, Roberts es un luchador cuya altura de la popularidad fue en la década de 1980 y es un adicto a la cocaína crack, distanciado de su hija. A pesar de que una vez fue uno de los luchadores más famosos en Estados Unidos, actuando en frente de decenas de miles de fanes, ahora está luchando en una pequeña ciudad lugares. En el transcurso de la película, Roberts se muestra fumar cocaína crack en una habitación de hotel y tratar de reconciliarse con su hija, así como reflexionando en voz alta sobre sus aventuras sexuales ilícitas cada vez más durante el viaje.
Las carreras de los tres luchadores exitosos se contrastan con los de los luchadores que aún no han alcanzado un éxito comparable, por ejemplo, dos hombres que se inició en el deporte de la lucha, Tony Jones y Michael modesto, que se concede un partido de prueba para la WWF. Además, Darren Drozdov es un exjugador de la NFL de fútbol que se muestra en una entrevista con Vince McMahon. Drozdov, que puede vomitar a voluntad, es llamado por McMahon para vomitar en un cubo como una demostración de su capacidad-una capacidad que le valió el nombre del anillo "Puke", que McMahon tiene previsto utilizar como parte de Drozdov hay de nuevo en el ring personalidad. Drozdov se convierte en un luchador de WWF, pero al final de la película, se revela que Droz quedó paralítico en un accidente en el ring de una maniobra fallida varios meses después.

## La producción y liberación

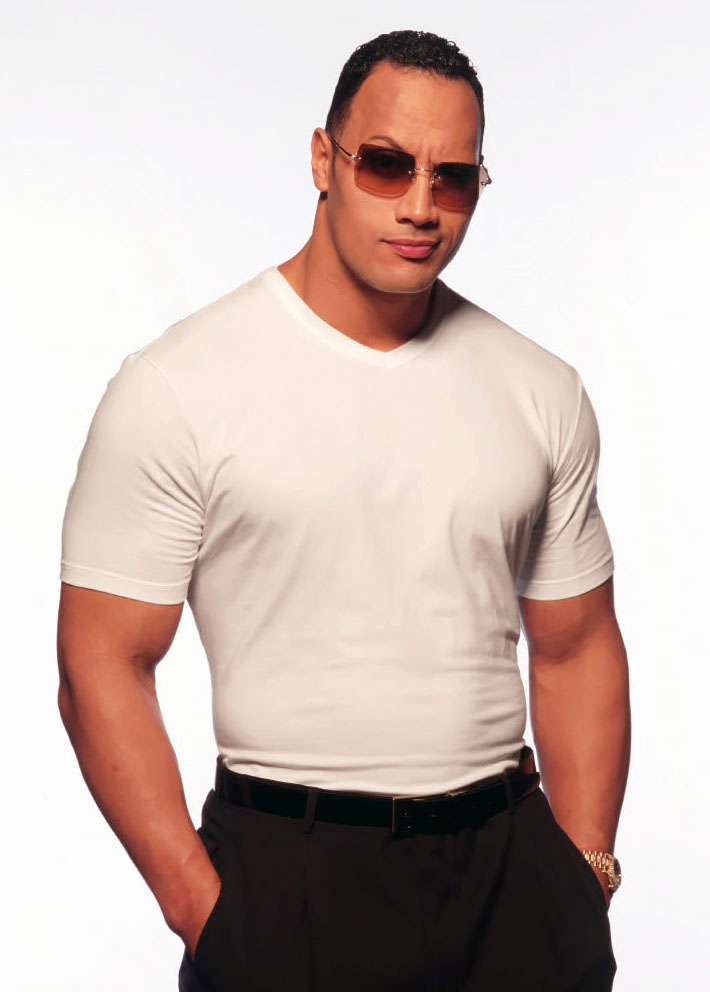
Dwayne Johnson hizo su aparición en el cine por primera vez en Beyond the Mat.

Blaustein decidió hacer un documental sobre la lucha libre profesional después de ser descubierto como un ventilador de armario de la lucha libre profesional. Su presupuesto inicial era de 500.000 dólares, que fue financiado por la empresa Imagine. El material filmado para la película en un lapso de tres a cinco años.
World Championship Wrestling se negó a participar en la película. Blaustein se acercó a la World Wrestling Federation (WWF) sobre la participación de la empresa en la película en 1997. WWF presidente Vince McMahon originalmente permitía el acceso completo a Blaustein detrás de las escenas de los aspectos de su empresa, pero luego trató de salir de su acuerdo.
Jake Roberts afirma que le dijeron que la película iba a ser utilizado para ayudar a los niños, pero eso nunca ocurrió. Blaustein afirmó lo contrario. En respuesta a por qué pensaba que Roberts hizo las alegaciones, Blaustein respondió: "No sé por qué. Jake está buscando publicidad para sí mismo, tal vez. No sé. Él tiene problemas con la realidad. Jake te deseo todo lo mejor".
Beyond the Mat se estrenó en cines en Estados Unidos en marzo de 2000. La película se estrenó más tarde en DVD, incluyendo escenas adicionales y entrevistas con el reparto. Edición de un director sin clasificación de corte especial denominado Ringside Edition fue lanzado en DVD en marzo de 2004. Esta versión incluyó una nueva introducción y escenas adicionales, así como una entrevista con Foley y Jesse Ventura..

## Reacción

### Críticas
En 2000, Lisa Schwarzbaum de Entertainment Weekly calificó la película de un B-, pero afirma que "Más allá de la alfombra es totalmente dependiente, y formado por, lo bueno del director pasa a tener, más que impulsado por las preguntas difíciles a un periodista que desee respondió".
Pablo Tatara de CNN afirmó que "Blaustein parece pensar que él es humanizar estos chicos, mostrando cómo" normal "que están fuera del ring, pero sin querer hace que su inclinación por la auto-mutilación aún más inexplicable. Hay un par de risas en la película, pero el efecto general es mucho más deprimente de lo que es gracioso".
Beyond the Mat también recibió algunos elogios de la crítica. Fue nombrado Mejor Documental en el Festival de Cine de Cinequest y también fue nominado por la Asociación Gremial del director al mejor documental y mejor director. Además, fue uno de los últimos 12 nominaciones al Oscar al Mejor Documental. El libro Las 100 mejores películas que nunca has visto allá de la Mat incluye en su lista, afirmando que "la película funciona en un nivel casi de Shakespeare".

### Industria de lucha libre
Después de ver la película, McMahon eliminó toda la publicidad de las emisiones de WWF. Como resultado de ello, Lions Gate Films, distribuidora de la película, considerada como la presentación de una demanda por la restricción del comercio. Portavoces de la WWF, sin embargo, afirmaron que la publicidad fue retirada debido a una política contra la publicidad de las empresas de lucha libre u otras empresas. Blaustein también afirmó que McMahon ordenó a sus luchadores, incluyendo a Mick Foley, no hablar públicamente acerca de la película. Foley, sin embargo, apareció en Larry King Live con Blaustein para ayudar a promover la película. Como resultado de ello, el eslogan de la película se convirtió en "la película que Vince McMahon no quiere que veas!".
Roddy Piper también apareció con Blaustein en el programa Larry King Live para discutir la lucha libre profesional. Llamó a la película, "al mejor documental que jamás se ha hecho en la lucha libre profesional". Del mismo modo, Hulk Hogan expresó su interés en estar en el documental de la lucha libre próximo Blaustein hacer uno.
En junio de 2011 Barry Blaustein hizo una extensa entrevista de una hora en "Revisar una Wai 'con John Pollock discutir los problemas de poner el documental junto con la bendición de Vince McMahon. En la entrevista Blaustein reveló que después de la primera visita fue Linda McMahon que estaba más molesta que Vince debido a la representación de la empresa en el documental y no haciendo hincapié en la "diversión" en la lucha profesional. Blaustein también mencionó los problemas con cierto talento, como Stone Cold Steve Austin quien se había negado a aparecer en cámara y Pitbull # 2 una vez tirar un cubo de basura en la tripulación.